# Hóseás próféta

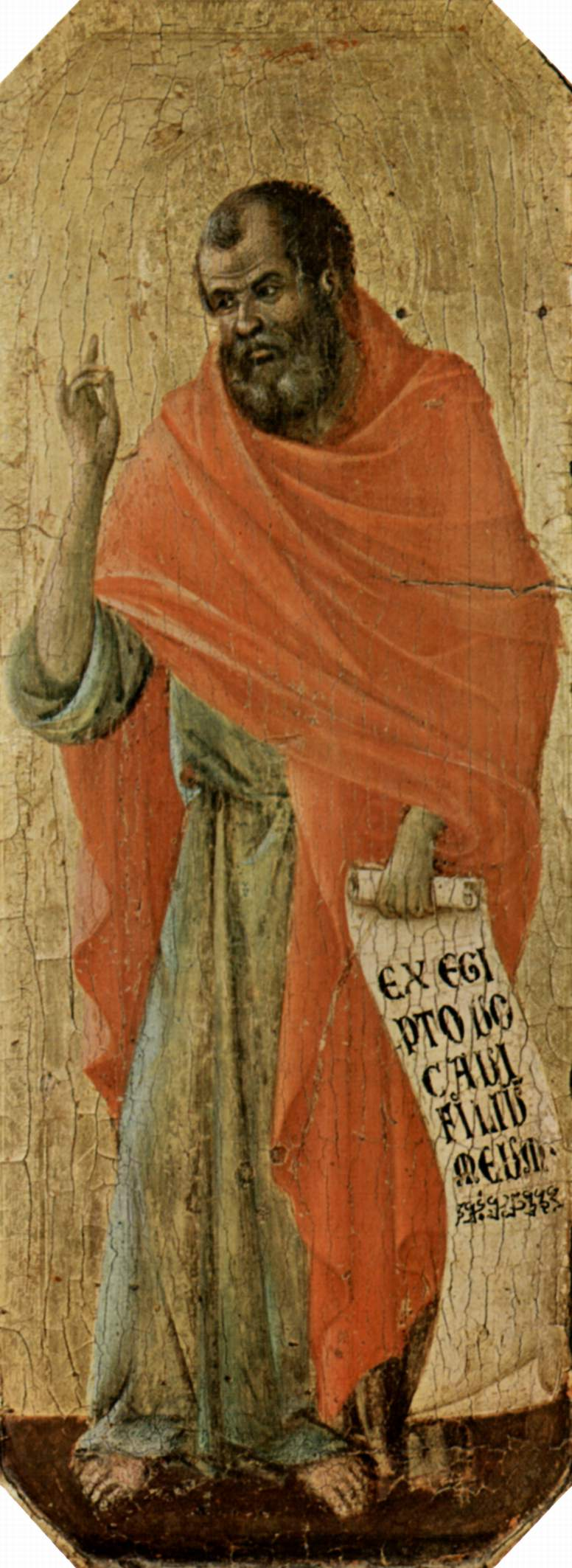
Hósea ábrázolása Duccio di Buoninsegna 1308 és 1311 közti festményén

Hóseás, (névváltozat: Hósea; teljes név: Hóséa ben Böéri; görögös alak: Ószée; latinos alak: Osee; magyaros alak: Ozeás) Kr. e. 8. századi héber próféta.

## Élete
Apja neve Beeri, felesége Gomer, Diblaim leánya. Életéről keveset tudunk. Izrael északi országrészéből származott és ott is prófétált II. Jeroboám király idejétől egészen az ország pusztulásáig. Ámosz próféta kortársa volt. 
Beszédeiben leginkább Efraim és Benjámin törzsi területén lévő helyeket említ, nem említi sem Júdát, sem Jeruzsálemet. Egy utalás elárulja azt is, hogy a nép ellenségesen viselkedett vele, "bolond prófétának" nevezték. Hóseás rámutatott arra, hogy milyen hamis az a nézet, amely a természeti istenségtől várja a segítséget a föld javait illetően, pedig nem Baál, hanem Jahve az, aki a termést adja. A próféta előre látta a nép hűtlensége miatt bekövetkező ítéletet: a fogságot, a nemzet összeomlását. 

## A könyve
A neve alatt fennmaradt könyv az ószövetségi kánonban a kispróféták gyűjteményének része, Hóseás szerzősége kétségtelen. Könyve számtalan történelmi utalást tartalmaz, ezek alapján elmondhatjuk, hogy a Jéhu-dinasztia bukása utáni zűrzavaros időszakban tevékenykedett, erre utal a szír-efraimita háborúra tett utalás, amely kiváltotta az asszír III. Tukulti-apil-ésarra (bibliai Tigletpilezer) támadását Izrael ellen. A könyve még Szamária bukása előtt íródott (14,1).